# Dédoublement de cyber-réputation
 (novembre 2016).
Si vous disposez d'ouvrages ou d'articles de référence ou si vous connaissez des sites web de qualité traitant du thème abordé ici, merci de compléter l'article en donnant les références utiles à sa vérifiabilité et en les liant à la section « Notes et références ».
Le dédoublement de cyber-réputation est créé lorsque plusieurs personnes portent le même nom en ligne. Leur cyber-réputation est donc commune et partagée et, sans le savoir, les comportements en ligne de l'un peuvent influencer la réputation du ou des autres. L'impact de cette situation est de plus en plus importante depuis l'arrivée des médias sociaux.

## Protections